# Zastava Burundija
Zastava Burundija usvojena je 28. ožujka 1967.
Zelena boja predstavlja nadu, bijela čistoću, a crvena borbu za neovisnost.
Tri zvjezdice predstavljaju tri etničke grupe: Hutu, Twa i Tutsi.
Također simboliziraju geslo zemlje: jedinstvo, rad i progres.